# Jung Jae-Eun
Jung Jae-Eun (11 de enero de 1980) es una deportista surcoreana que compitió en taekwondo.
Participó en los Juegos Olímpicos de Sídney 2000, obteniendo una medalla de oro en la categoría de –57 kg. Ganó tres medallas en el Campeonato Mundial de Taekwondo entre los años 1997 y 2001, y una medalla en el Campeonato Asiático de Taekwondo de 2002.

## Palmarés internacional
| Juegos Olímpicos    | Juegos Olímpicos     | Juegos Olímpicos | Juegos Olímpicos |
| Año                 | Lugar                | Medalla          | Categoría        |
| ------------------- | -------------------- | ---------------- | ---------------- |
| 2000                | Sídney (Australia)   | Medalla de oro   | –57 kg           |
| Campeonato Mundial  |                      |                  |                  |
| Año                 | Lugar                | Medalla          | Categoría        |
| 1997                | Hong Kong (China)    | Medalla de oro   | –55 kg           |
| 1999                | Edmonton (Canadá)    | Medalla de plata | –55 kg           |
| 2001                | Jeju (Corea del Sur) | Medalla de oro   | –55 kg           |
| Campeonato Asiático |                      |                  |                  |
| Año                 | Lugar                | Medalla          | Categoría        |
| 2002                | Amán (Jordania)      | Medalla de oro   | –55 kg           |